# كارولين أوكونور
كارولين أوكونور (بالإنجليزية: Caroline O'Connor)‏ هي راقصة ومغنية وممثلة أسترالية، ولدت في 2 سبتمبر 1962 بأولدهام في المملكة المتحدة.

## أعمال

### أفلام
- (2001) الطاحونة الحمراء

## وصلات خارجية
- كارولين أوكونور على موقع IMDb (الإنجليزية)
- كارولين أوكونور على موقع ميوزك برينز (الإنجليزية)
- كارولين أوكونور على موقع قاعدة بيانات برودواي على الإنترنت (الإنجليزية)
- كارولين أوكونور على موقع قاعدة بيانات الفيلم (الإنجليزية)